# Live from the Atlantic Studios
Live from the Atlantic Studios — концертный альбом австралийской хард-рок-группы AC/DC, выпущенный в 1997 году, в составе бокс-сета Bonfire.
Данная работа представляет собой запись концерта в бродвейской студии Atlantic Recording Studio в Нью-Йорке 7 декабря 1977 года для радиостанции WIOQ (102.1 FM). Первоначально являлся радио/промо-изданием, выпущенным Atlantic Records на виниле в 1978 году и на CD в 1986. Официально был издан в 1997 году, вместе с бокс-сетом Bonfire, однако до этого распространялся как бутлег. Все треки были перемиксованы Джорджем Янгом.

## Восприятие
Будучи доступной на протяжении нескольких десятилетий лишь в виде промо-изданий или бутлегов, фонограмма стала подлинной редкостью. Главный редактор авторитетного немецкого ежемесячника Rock Hard Гёц Кюнемунд вспоминал что оригинальная пластинка с записью радио-шоу в своё время стоила несколько сотен долларов. По мнению специалиста от If You Want Blood You’ve Got It звучание на ней было более аутентичным, а наличие в сет-листе «Live Wire» и «Dog Eat Dog» (отсутствовавших на единственном концертнике AC/DC периода Бона Скотта) делает её ещё более привлекательной для поклонников группы, желающих знать, как звучал Бон Скотт в свои лучшие дни. Ксавьер Расселл из Kerrang!, опубликовавший рецензию на неё на страницах британского журнала в 1983 году, выразил те же мысли. Он тоже провёл параллели с официальным If You Want Blood You’ve Got It и пришёл к выводу, что Live from the Atlantic Studios гораздо лучше первого. При этом главным преимуществом обозреватель назвал работу самого Скотта. Его взаимодействие с крошечной аудиторией в 50 или около того человек, втиснувшихся в небольшое пространство студии вызвало у Расселла приступ ностальгии. Он резюмировал: «Большинство треков альбома длятся гораздо дольше своих студийных оригиналов, когда Ангус перехватывал виртуальную эстафету [у Скотта] и превращал каждую песню в рок-н-рольную вечеринку — прекрасный материал!».

## Список композиций
Слова и музыка всех песен — написаны Ангусом Янгом, Малькольмом Янгом и Боном Скоттом.
| №  | Название                       | Оригинальный альбом         | Длительность |
| -- | ------------------------------ | --------------------------- | ------------ |
| 1. | «Live Wire»                    | T.N.T.                      | 5:46         |
| 2. | «Problem Child»                | Dirty Deeds Done Dirt Cheap | 4:24         |
| 3. | «High Voltage»                 | T.N.T.                      | 5:40         |
| 4. | «Hell Ain’t a Bad Place to Be» | Let There Be Rock           | 3:57         |
| 5. | «Dog Eat Dog»                  | Let There Be Rock           | 4:13         |

| №                   | Название            | Оригинальный альбом | Длительность |
| ------------------- | ------------------- | ------------------- | ------------ |
| 6.                  | «The Jack»          | T.N.T.              | 8:02         |
| 7.                  | «Whole Lotta Rosie» | Let There Be Rock   | 5:08         |
| 8.                  | «Rocker»            | T.N.T.              | 5:57         |
| Общая длительность: | Общая длительность: | Общая длительность: | 43:07        |

## Участники записи
Приведены по сведениям базы данных Discogs.